# Dinotropa ochrocrossa
Dinotropa ochrocrossa är en fjärilsart som beskrevs av Edward Meyrick 1916. Dinotropa ochrocrossa ingår i släktet Dinotropa och familjen plattmalar. Inga underarter finns listade i Catalogue of Life.